# Filziges Felsenblümchen
Das Filzige Felsenblümchen (Draba tomentosa), auch Filziges Hungerblümchen oder Filz-Felsenblümchen genannt, ist eine Pflanzenart aus der Gattung Felsenblümchen (Draba) innerhalb der Familie der Kreuzblütler (Brassicaceae). Sie gedeiht nur in der alpinen Höhenstufe.

## Beschreibung

### Vegetative Merkmale
Das Filzige Felsenblümchen ist eine ausdauernde krautige Pflanze und erreicht Wuchshöhen von 3 bis 12 Zentimetern. Die oberirdischen Pflanzenteile sind behaart. Die Stängel sind dicht mit Sternhaaren besetzt.
Die Laubblätter sind in einer grundständigen dichten Blattrosetten angeordnet und es gibt maximal drei Stängelblätter. Die Grundblätter sind breit-elliptisch oder verkehrt-eiförmig und mit Sternhaaren filzig behaart. Der Blattrand ist ganzrandig oder mit ein bis zwei Zähnen besetzt. Am Blattgrund sitzen einfache Haare, dem oberen Ende zu Sternhaare. Die Blattflächen zumindest einiger Laubblätter sind behaart, die Sternhaare sind dann meist stark verzweigt.

### Generative Merkmale
Die Blütezeit reicht von Juni bis August. Der traubige Blütenstand enthält 3 bis 14 Blüten. Der Blütenstiel ist 2,5 bis 7 Millimeter lang und mit Sternhaaren behaart.
Die zwittrige Blüte ist vierzählig. Die Kelchblätter sind bei einer Länge von 2 bis 2,5 Millimetern eiförmig mit stumpfem oberen Ende, weiß hautrandig und am Rücken behaart. Die vier weißen Kronblätter sind bei einer Länge von 3 bis 5,5 Millimeternverkehrt-eiförmig und schwach ausgerandet. Die längeren Staubblätter sind 3 Millimeter lang.
Der Fruchtstand ist verlängert. Der Fruchtstiel ist dicht behaart und 3 bis 10 Millimeter lang. Das Schötchen ist bei einer Länge von 5 bis 11 Millimetern elliptisch, an beiden Enden gerundet, dicht behaart, wobei die Wimper- und Gabelhaare gegenüber den Sternhaaren überwiegen. Der Griffel ist zur Fruchtzeit 0,2 bis 0,5 Millimeter lang. Die glatten, hellbraunen Samen sind bei einer Länge von etwa 3 Millimetern eiförmig und tragen am oberen Ende ein kleines Anhängsel.
Die Chromosomenzahl beträgt 2n = 16.

## Ökologie
Die Bestäubung erfolgt durch Insekten oder Selbstbestäubung.

## Vorkommen
Es gibt Fundortangaben für Spanien, Andorra, Frankreich, Italien, die Schweiz, Österreich, Deutschland, Polen, die Slowakei, Slowenien und Albanien.
Das Filzige Felsenblümchen wächst in den Alpen in Felsspalten und im Gesteinsschutt über Kalkstein in der alpinen Höhenstufe. Im Allgäu wächst es auf besonnten Kalkfelsen, auch im reinen Dolomit und kommt so in Höhenlagen von 1800 bis 2640 Metern (am Großen Krottenkopf in Tirol). In den gesamten Alpen liegen seine Hauptvorkommen in Höhenlagen von 2000 bis 3400 Metern. Es gedeiht an den schneearmen, den Klimaextremen stark ausgesetzten Standorten. Es ist sehr hart gegen Frost und Trockenheit.
Im System der Pflanzensoziologie ist es eine Charakterart der Assoziation Androsacetum helveticae aus dem Verband Potentillion caulescentis.
Die ökologischen Zeigerwerte nach Landolt et al. 2010 sind in der Schweiz: Feuchtezahl F = 2 (mäßig trocken), Lichtzahl L = 5 (sehr hell), Reaktionszahl R = 5 (basisch), Temperaturzahl T = 1 (alpin und nival), Nährstoffzahl N = 1 (sehr nährstoffarm), Kontinentalitätszahl K = 4 (subkontinental).